# 马六甲围城战 (1568年)
马六甲围城战，是亞齊蘇丹國蘇丹阿拉烏丁對葡萄牙人控制的馬來西亞城市馬六甲採取的軍事行動。
這次進攻是由奧斯曼帝國組織了泛伊斯蘭聯盟的結果，兩國組成聯軍，試圖擊退来自馬六甲和印度的海岸葡萄牙人。
亞齊軍隊配有大型戰船，人數15000和若干奧斯曼僱傭兵，但馬六甲總督仍然在柔佛蘇丹支持下打退進攻。
這些進攻使葡萄牙人衰退，在1570年代馬六甲蘇丹成功把葡萄牙人逐出香料群島。